# X-Men : Les Origines

X-Men : Les Origines est une mini-série de comics (en réalité une suite de one shots) éditée chez Panini Comics, en trois volumes (deux fois quatre épisodes, plus trois pour le dernier). Il s’agit de la traduction en français des one shots sortis aux États-Unis sous le titre : X-Men Origins (Marvel Comics).

## Personnages
Chaque one-shot relate l'histoire d'un membre des X-Men en particulier (notons que dans le volume 3, il est question de Deadpool qui n'est en réalité pas un X-Man).
Ainsi, dans le premier volume, sont relatées les origines de Colossus, d'Emma Frost, de Diablo et de Gambit. Dans le deuxième volume, ce sont celles de Cyclope, d'Iceberg de Jean Grey et du Fauve. Enfin, dans le troisième volume, les origines de Wolverine, de Dents-de-sabre et de Deadpool. Il existait auparavant un autre récit (une mini-série en six épisodes) contant les origines de Wolverine, Wolverine: The Origin (en).

## Accueil
Aux États-Unis, le succès fut assez mitigé sur les quatre premiers épisodes, puis la série réussit à trouver son rythme à partir de l'épisode sur Cyclope. En France, le résultat fut le même, avec le premier volume qui se vendit assez peu (le premier volume contenant les quatre premiers épisodes) mais le deuxième volume, quant à lui, fit des ventes tout à fait honorables.

## Publication

### Aux États-Unis
- X-Men Origins: Colossus (juillet 2008)
- X-Men Origins: Jean Grey (octobre 2008)
- X-Men Origins: Beast (novembre 2008)
- X-Men Origins: Sabretooth (avril 2009)
- X-Men Origins: Wolverine (juin 2009)
- X-Men Origins: Gambit (août 2009)
- X-Men Origins: Iceman (janvier 2010)
- X-Men Origins: Cyclops (mars 2010)
- X-Men Origins: Nightcrawler (mai 2010)
- X-Men Origins: Emma Frost (juillet 2010)
- X-Men Origins: Deadpool (septembre 2010)

### En France
collection « 100% Marvel »
1. Colossus - Diablo - Emma Frost - Gambit (février 2011)
2. Cyclope - Iceberg - Jean Grey - Le Fauve (juin 2011)
3. Wolverine - Dents de sabre - Deadpool (octobre 2011)

collection « Marvel Select »
- intégrale X-Men : Les Origines (2014)

### Éditeurs
- Marvel Comics : version originale
- Panini Comics : tomes 1 à 3 (première édition des tomes 1 à 3) et intégrale